# Heterusia comana
Heterusia comana är en fjärilsart som beskrevs av Dru 1893. Heterusia comana ingår i släktet Heterusia och familjen mätare. Inga underarter finns listade i Catalogue of Life.